# Paul Bode (Pädagoge, 1854)
Paul Bode (* 26. August 1854 in Brandenburg an der Havel; † 1917) war ein deutscher Gymnasiallehrer für Mathematik, Naturwissenschaften und Religion.

## Leben
Als Sohn des Realgymnasiallehrers Dietrich Bode besuchte Bode bis zum 12. Lebensjahr das von Saldernsche Realgymnasium zu Brandenburg, dann das Gymnasium seiner Vaterstadt, das er Ostern 1873 mit dem Zeugnis der Reife verließ. Er studierte an der Rheinischen Friedrich-Wilhelms-Universität Bonn Mathematik und Naturwissenschaften. 1874 wurde er im Corps Teutonia Bonn recipiert. Als geklammerter Consenior inaktiviert, wechselte er an die Friedrich-Wilhelms-Universität zu Berlin.
Ostern 1877 übernahm er die Mathematikerstelle an einer Privatschule in Großwinternheim. Das Examen pro facultate docendi bestand er im März 1879 in Bonn. Dort wurde er 1880 zum Dr. phil. promoviert. Von Ostern 1879 bis Ostern 1880 leistete er das Probejahr an der Musterschule in Frankfurt am Main. Er wurde fest angestellt und bestand 1884 das Examen für den evangelischen Religionsunterricht. Wiederholt war er Mitglied im Vorstand des Frankfurter Physikalischen Vereins. Als Dozent veranstaltete er auch Ferienkurse. Zum 1. April 1896 wurde er zum Direktor der Adlerflychtschule ernannt. Die höhere Realschule mit Vorschule war nach Justinian von Adlerflycht benannt und bestand von 1876 bis 1932. Im Herbst 1901 wechselte er in Frankfurt als Direktor an die Klinger-Oberrealschule. Abhandlungen und Referate publizierte er in wissenschaftlichen Zeitschriften wie „Humboldt“ und „Zeitschrift für den physikalischen und chemischen Unterricht“. Er war Ehrenmitglied des Corps Teutonia Bonn und Corpsschleifenträger der Teutonia Halle.

## Veröffentlichungen
- Die Alhazensche Spiegel-Aufgabe in ihrer historischen Entwicklung nebst einer analytischen Lösung des verallgemeinerten Problems. Frankfurt a. M. 1893.[5]
- Abschiedsfeier für Direktor Dr. Emil Scholderer. Frankfurt a. M. 1897. S. 16–19.[6]
- Die Umgestaltung des Vorgartens des Schulhauses zu einem kleinen botanischen Garten. Frankfurt a. M. 1899. S. 21–22.[6]
- Die Entwicklung des lateinischen höheren Schulwesens in Frankfurt a. M. Frankfurt a. M. 1901. 38 S.[6]
- Zur Geschichte der Klinger-Oberrealschule. 1. Die Entwicklung der Schule. In: Festschrift zur 50-Jahrfeier der Klinger-Oberrealschule. Frankfurt a. M. 1907. 136 S., 2 Tabellen, 90 S.
- Bericht über die 50-Jahrfeier der Klinger-Oberrealschule. Frankfurt a. M. 1908. S. 3–18.[7]
- Festrede bei der 50-Jahrfeier der Klinger-Oberrealschule. Frankfurt a. M. 1908. S. 8–13.[7]